# دنيس مكارثي (سياسي)
دنيس مكارثي هو سياسي أمريكي، ولد في 19 مارس 1814 في مقاطعة أونونداغا في الولايات المتحدة، وتوفي في 14 فبراير 1886 في سيراكيوز في الولايات المتحدة. نشط حزبياً في الحزب الجمهوري. وقد انتخب عضو جمعية ولاية نيويورك ‏ وانتخب عضو مجلس ولاية نيويورك ‏ وانتخب عضو مجلس النواب الأمريكي ‏.